# Clinohelea reperticia
Clinohelea reperticia är en tvåvingeart som beskrevs av Yu och Zhang 1996. Clinohelea reperticia ingår i släktet Clinohelea och familjen svidknott. Inga underarter finns listade i Catalogue of Life.